# Каменный Ключ (Чайковский городской округ)
Каменный Ключ — деревня в Пермском крае России. Входит в Чайковский городской округ.

## Географическое положение
Деревня расположена в восточной части Чайковского городского округа, на речке Каменная, на расстоянии примерно 5 километров к югу от села Фоки.

## История
Основана в 1753 году выходцем из деревни Опарина Сарапульской волости Евсеем Мерзляковым. В 1780 г. упоминается как «починок по речке Черного ключа, Каменной тож, а просторечию Евсино». В 1834 году отмечено 13 домов, в 1869 47 хозяйств. В 1924 году 417 жителей.. 
С 2004 по 2018 гг. деревня входила в Фокинское сельское поселение Чайковского муниципального района.

## Население
Постоянное население в 2002 году 237 человек (94 % русские), в 2010 167 человек.

## Климат
Климат континентальный, с холодной продолжительной зимой и теплым коротким летом. Средняя годовая температура воздуха составляет 1,8о. Самым теплым месяцем является июль (18,2о), самым холодным — январь (-14,7о), абсолютный максимум достигает 38о, абсолютный минимум −49о. Снежный покров устанавливается в первой декаде ноября, максимальной высоты 44-45 см достигает во второй — третьей декадах марта и полностью оттаивает к концу апреля. Последние весенние заморозки приходятся в среднем на 22 мая, а первые осенние — на 19 сентября. Продолжительность безморозного периода составляет 119 дней..